# Уравнение Аррениуса
Уравне́ние Арре́ниуса устанавливает зависимость константы скорости {\displaystyle k} химической реакции от температуры {\displaystyle T}.
Согласно простой модели столкновений, химическая реакция между двумя исходными веществами может происходить только в результате столкновения молекул этих веществ. Но не каждое столкновение ведёт к химической реакции. Необходимо преодолеть определённый энергетический барьер, чтобы молекулы начали друг с другом реагировать. То есть молекулы должны обладать некой минимальной энергией (энергия активации {\displaystyle E_{a}}), чтобы этот барьер преодолеть. Из распределения Больцмана для кинетической энергии молекул известно, что число молекул, обладающих энергией {\displaystyle E>E_{a}}, пропорционально {\displaystyle \exp {\left(-{\frac {E_{a}}{RT}}\right)}}. В результате скорость химической реакции представляется уравнением, которое было получено шведским химиком Сванте Аррениусом из термодинамических соображений:
{\displaystyle k(T)=A\cdot e^{{-E_{a}}/{RT}}.}
Здесь предэкспоненциальный множитель (фактор частоты) {\displaystyle A} характеризует частоту столкновений реагирующих молекул, {\displaystyle R} — универсальная газовая постоянная.
В рамках теории активных соударений {\displaystyle A} зависит от температуры, но эта зависимость достаточно медленная:
{\displaystyle A=a\cdot {\sqrt {T}}.}
Оценки этого параметра показывают, что изменение температуры в диапазоне от 200 °C до 300 °C приводит к изменению частоты столкновений {\displaystyle A} на 10 %.
В рамках теории активированного комплекса получаются другие зависимости {\displaystyle A} от температуры, но во всех случаях более слабые, чем экспонента.
частотный фактор {\displaystyle A} также показывает долю активированных частиц (обладающих достаточной энергией для химической реакции) относительно общего числа частиц {\displaystyle A=N_{activated}/N}
Уравнение Аррениуса в дифференциальной форме:
{\displaystyle {\frac {d\ln k}{dT}}={\frac {E_{a}}{RT^{2}}}}
Уравнение Аррениуса стало одним из основных уравнений химической кинетики, а энергия активации — важной количественной характеристикой реакционной способности веществ.

## Низкотемпературный предел скорости химических реакций
Из уравнения Аррениуса следует, что при стремлении температуры к абсолютному нулю химическая активность любых веществ исчезает. В действительности, при крайне низких температурах становятся существенными квантовомеханические эффекты туннелирования. В результате при низких температурах уравнение Аррениуса уже не выполняется. Существует низкотемпературный предел скорости химических реакций: при приближении температуры к абсолютному нулю экспоненциальная зависимость скорости реакций от температуры исчезает, скорость химических реакций перестает зависеть от температуры и достигает конечного ненулевого значения.